# Flaumont-Waudrechies

Flaumont-Waudrechies este o comună în departamentul Nord, Franța. În 1 ianuarie 2022 avea o populație de 345 de locuitori.